# Łukasz Koleśnik
Łukasz Koleśnik (ur. 3 lipca 1984) – polski judoka, srebrny medalista Letniej Uniwersjady w Belgradzie w 2009 roku, w kategorii poniżej 90 kilogramów.
Zawodnik AZS-u Wrocław. Jest mistrzem Polski seniorów z 2007 roku oraz dwukrotnym mistrzem Polski juniorów (raz U20, raz O23).
Uczestniczył w dwóch uniwersjadach: w Bangkoku (2007), w Belgradzie (2009)